# Zorzines yakushimensis
Zorzines yakushimensis är en fjärilsart som beskrevs av Sato 1990. Zorzines yakushimensis ingår i släktet Zorzines och familjen nattflyn. Inga underarter finns listade i Catalogue of Life.